# Волошин-Берчак Іван
Волошин-Берчак Іван — генерал-хорунжий Армії УНР
Іван Волошин-Берчак перед Другою світовою війною був Генеральним писарем Українського Вільного Козацтва при отамані УВК Івані Полтавець-Остряниці.
Одночасно він був кошовим отаманом Польського коша Українського Вільного Козацтва, який нараховував 1500 козаків і був розділений на полки, сотні та чоти.
У 1942 р. Іван Волошин-Берчак став Військовим отаманом УВК.
Військові формування УВК під керівництвом Івана Волошина-Берчака в порозумінні з представниками української громадсько-політичної верхівки та з колами УНР, виступили проти ворога.
Військовий отаман І.Берчак-Волошин згинув смертю вояка в лісах Волині у 1942 році у боях проти радянських партизанів.